# Berit Berthelsen
 Berit Berthelsen (dekliški priimek Tøien), norveška atletinja, * 25. april 1944, Nittedal, Norveška, † 13. februar 2022
Nastopila je na poletnih olimpijskih igrah v letih 1964 in 1968, dosegla je deveto in sedmo mesto v skoku v daljino ter osemnajsto v peteroboju. Na evropskih prvenstvih je v skoku v daljino osvojila bronasto medaljo leta 1969, na evropskih dvoranskih prvenstvih pa naslova prvakinje v letih 1967 in 1968. Osvojila je 35 naslovov norveške državne prvakinje v posamičnih disciplinah in postavila 29 norveških državnih rekordov. 